# أندرو جيلمان
أندرو جيلمان (بالإنجليزية: Andrew Gelman) هو بروفيسور وعالم سياسة ورياضياتي أمريكي، ولد في 11 فبراير 1965 في فيلادلفيا في الولايات المتحدة.